# 国立大学の学費値上げ問題
国立大学の学費値上げ問題（こくりつだいがくのがくひねあげもんだい）とは、2018年から続く日本の国立大学における授業料値上げについての社会的トピックである。
国立大学の授業料は2005年以降、一律年間53万5800円で推移してきたが、国際化への対応や教育の充実を理由として、2018年に東京工業大学、2019年に東京藝術大学、2020年に千葉大学、一橋大学、東京医科歯科大が授業料の値上げを行なった。
2024年には、東京大学が授業料の値上げを検討していることが各種メディアにリークされたことにより学生らによる反対運動が発生し、2025年現在も継続している。

## 背景
授業料値上げの原因としては、光熱費や物価の高騰のほか、人件費などの固定費に使用できる運営費交付金の削減が挙げられている。国立大学の財務状況は黒字が多いとされる一方で、企業からの受託研究費など、その使途が決まっている外部資金が多いことが指摘されている。
私立大学においては、早稲田大、慶應大、明治大、関西学院大などが、2023年度などに光熱費や物価の高騰を理由に授業料を値上げしている。

## 問題と議論

### 社会権規約第13条(c)
日本国憲法第26条に規定される教育の機会均等や、国際条約である社会権規約第13条(c)で規定される高等教育の漸進的無償化の観点からの批判がある。東大学費値上げ反対緊急アクションは、東京大学による授業料の値上げは経済的理由による不平等を助長するものであり、学問の府の責任に背くものであると批判している。

### 経済的DVとD&I
東大学費値上げ反対緊急アクションは、東京大学によって発表された「授業料改定案及び学生支援の拡充案」に対し、値上げに伴って拡充されるとされている奨学金や学費減免制度について十分な包括性が確保されていないこと、例として世帯所得を減免の基準とすることは経済的DVを受けている学生の存在を考慮できていないことと、4年での卒業を前提とした学費減免措置は心身の不調等により長期にわたって在学する学生の存在を考慮できていないことを指摘し、これらは東大が掲げるD&Iの方針に反するものであると批判している。

### 国立大学法人運営費交付金に関する議論
運営費交付金は、2004年度から2024年度の間に全体の13%にあたる年額1600億円が削減されている。これについて、国立大学法人法成立時の附帯決議において従来以上の国費投入額を確保するよう努めるとする合意事項があるにも関わらず交付金が減額され続けてきたことに対する批判がある。
東大学費値上げ反対緊急アクションは、運営費交付金の減額が国立大学の財政を圧迫している原因であるとして、国に対して運営費交付金の増額を求めている。

### 教育の受益者についての議論
2024年4月に慶應大塾長である伊藤公平により、国立大学の授業料は150万円ほどへ値上げすべきであるという提言が為されている。伊藤は、文部科学省の分科会において、教育の受益者は学生であり、国立大学の現行の学費はダンピングであると考えている旨を発言している。
国立大学協会会長の永田恭介は、国立大学の学費が安いのは事実だとした上で、授業料は受益者である学生と、同じく受益者である社会が共に負担すべきであるとしている。

## 反対運動

### 東京大学
2024年5月15日に複数メディアへのリークにより東京大学が授業料の改訂を検討していることが報じられた。5月16日には、教養学部学生自治会が東京大学に対し情報の開示や学生の意思決定への参画を求めた要望書を提出し、同日には東京大学が授業料改定を検討している事実を認め、学生らに対して意見交換の場（「総長対話」）を設ける方針を学内の掲示板上で示した。これに対し教養学部学生自治会は、「総長対話」の対面開催や、複数回開催、学生主導の交渉形式（「学部交渉」）での開催などを求める要望書を提出している一方で、東京大学はオンラインの方が多くの学生が参加できること、「総長対話」は交渉の場ではないことなどの理由を挙げ、これらを受け入れていない。
5月18日、19日の五月祭では学生有志による反対デモが実施され、5月27日より学生らによる抗議集会が行われるようになった。これは6月21日まで継続して行われている。6月6日には本郷キャンパスで「東大学費値上げ反対緊急アクション」と東京大学文学部学生連絡会を主催として、「学費値上げに反対する全学緊急集会」が実施され、同日より、一部学生が「誠実な対話」を求めるとしたハンガーストライキによるデモ活動が行われている。6月10日には東京大学によって、改めて授業料改定を検討している事実と、改訂と合わせて奨学金と授業料免除を拡充する方針が発表された。同日には、東京大学教養学部学生自治会により「学費値上げに関する駒場決議」が採択されている。また、「駒場決議」に付帯する自治委員会決議では、「総長対話」における対面とのハイブリッド開催や、複数回の開催などが要求されている。
6月14日には衆議院において院内集会「東京大学をはじめとする大学の学費値上げに苦しむ学生の声を聴く」が開催された。院内集会においては緊急アクション側から政府に対して、①運営費交付金の増額、②授業料免除の拡充、③物価高などに伴う負担増に対する予算措置、を求める文書が提出された。院内集会には、立憲民主党代表泉健太、国民民主党代表玉木雄一郎、社会民主党党首福島みずほほか、超党派の議員が参加している。
6月21日には、東京大学により「総長対話」が開催され、オンラインで2時間に渡り東京大学の藤井輝夫総長と学生による意見交換が行われた。
7月3日、東京大学は入試要綱の発表と同時の授業料値上げ発表を見送ることを発表したが、9月24日には授業料を従来の53万5800円から約11万円引き上げ、国が定める上限の64万2960円とする方針を決定した。これに対し、緊急アクションは反対声明を発表している。

#### 決定のプロセスに対する批判
東大学費値上げ反対緊急アクションは、値上げ決定における意思決定プロセスの不透明さを何よりも問題視してきたとしており、学生が大学自治の当事者であることの制度的保障の設計を行うべきであるとした。
東京大学教養学部学生自治会会長のガリグ優悟やジャーナリストの犬飼淳らは、値上げ決定における意思決定プロセスにおいて学生と教職員が排除されたことや、学生との対話に消極的な大学の姿勢について、東大憲章や、東大紛争時に結ばれた東大確認書における合意事項に反するのではないかと指摘している。

#### 安田講堂前における警察官の臨場
6月21日の深夜、東京大学による「総長対話」ののち、安田講堂への学生を含む複数人の侵入があったとして大学関係者から110番があり、警察官が安田講堂前に臨場する事態となった。東京大学は複数人が安田講堂に押し入ろうとした際に警備員が負傷したとしている。本富士署は「怪我と言えるのか微妙で少なくとも流血しているとか傷痕があるという状況ではない」とした。これに対し、東京大学文学部学生自治会は「軽々な警察力の導入」を非難する声明を発出した。東京大学は、警察への通報は警備員が怪我をしたことによるもので、抗議活動の排除を意図したものではないとしている。東京大学教養学部学生自治会は、複数人による侵入があったことは確からしいとした上で、複数名の侵入に対し数十名の警察官が入構したことについて過剰な対応であり、学生の自由な意思表明を抑制しかねないものであるとした。

#### 過激派組織との関係が指摘される学生の処分
「愛知大学学生自治会」ののぼり旗を掲げて東大における授業料値上げ反対のデモに参加したとして、愛知大学の学生二名が懲戒処分を受けている。愛知大学学生自治会は革マル派との関係が指摘されている。愛知大学学生自治会を巡っては、過去に会長ら3名が「愛知大学学生自治会」ののぼり旗を掲げてウクライナ反戦デモに参加したことなどを理由として退学処分を言い渡されており、学生側は地位確認と損害賠償を求め大学側を提訴している。
東大学費値上げ反対緊急アクションは、活動におけるグラウンドルールを定めており、非暴力やワンイシューなどを掲げ、関係のない主張をすることや、他の組織への勧誘を行うことを禁止している。東京大学教養学部学生自治会は自治会の活動と特定の党派を結びつける風説に対し、教養学部学生自治会は2012年に民青系全学連から脱退して以降、学外党派の介入を拒絶しており、学生による民主的で直接的な意見集約に努めていると反論している。

### 広島大学
広島大学では「広島大学学費値上げ阻止緊急アクション」が立ち上げられ、学費値上げに反対する1万7千筆の署名が提出されている。

## 経過
2024年5月15日 - 複数メディアへのリークにより東京大学が授業料の改訂を検討していることが報じられる
2024年6月14日 - 衆議院において院内集会「東京大学をはじめとする大学の学費値上げに苦しむ学生の声を聴く」が開催される。
2024年7月22日 - 全国の82校の国立大学のうち、東大のほか、和歌山大、鹿屋体育大が授業料の値上げを検討しているほか、12校が検討の可能性があるという報道がなされる。
2024年8月29日 - 文部科学省が2025年度の予算案で交付金について3%の増額を要求。
2025年2月13日 - 学費値上げに反対する院内集会が衆議院で行われ、116の高等教育機関の学生有志による連名で政府に対して要望書が提出された。

## 見解
高知大学学長の受田浩之は、都会と地方の所得格差を理由に挙げ、「国立大は家庭の経済状況に関係なく進学できないといけない」として、国立大学の授業料無償化を主張している。
自由民主党の教育・人材力強化調査会は、2024年5月に質の高い高等教育の実現のために適正な授業料の措置が必要だとする提言を出している。
国立大学協会は2024年6月に国立大学の財政状況について「もう限界です」とする声明を発表し、光熱費や物価の高騰により大学の財務状況が危機的であるとして、運営費交付金の増額と地域や産業界からの経済的支援を求めた。